# 乳瓣繸鲬
乳瓣繸鲬（学名：Thysanophrys otaitenisis）为鲬科繸鲬属的鱼类，俗名乳瓣牛尾鱼。分布于马歇尔群岛、台湾岛等。该物种的模式产地在塔希提岛。

## 扩展阅读
維基物種上的相關：乳瓣繸鲬